# Mysz (album)
Mysz – trzeci autorski album Adama Struga, wydany 15 maja 2015 nakładem Universal Music Polska. Producentem muzycznym płyty jest Wojciech Waglewski, który zagrał również we wszystkich utworach na gitarze oraz zaśpiewał w utworze „Ostatni raz”. 

## Lista utworów
Autorem muzyki do wszystkich utworów na płycie jest Adam Strug. Jest również autorem słów - tam, gdzie nie podano inaczej.
| 1.  | Za naszym oknem                               | 2:32  |
|     |                                               |       |
| 2.  | Możemy iść                                    | 3:07  |
|     |                                               |       |
| 3.  | Pijana                                        | 4:01  |
|     |                                               |       |
| 4.  | Kominek                                       | 2:43  |
|     | (sł. Józef Przerwa-Tetmajer)                  |       |
| 5.  | Mysz                                          | 2:25  |
|     | (sł. Vachel Lindsay, [przeł. Robert Stiller]) |       |
| 6.  | Róża                                          | 3:09  |
|     | (sł. Bolesław Leśmian)                        |       |
| 7.  | Niepogoda                                     | 2:21  |
|     | (sł. Jan Zacharasiewicz)                      |       |
| 8.  | Strzeż mnie                                   | 4:48  |
|     | (sł. Paweł Hertz)                             |       |
| 9.  | Przędza                                       | 4:09  |
|     |                                               |       |
| 10. | Ostatni raz                                   | 3:39  |
|     |                                               |       |
|     |                                               | 32:54 |
|     |                                               |       |

## Muzycy
- Adam Strug – wokal, akordeon
- Wojciech Waglewski – gitara, wokal
- Frank Parker jr – perkusja
- Marcin Lamch – kontrabas
- Michał Żak – klarnet
- Szczepan Pospieszalski – trąbka
- Mateusz Kowalski – mandolina

## Dodatkowe informacje
- produkcja – Wojciech Waglewski
- reżyseria dźwięku, mix i mastering – Wojciech Przybylski
- projekt okładki – Katarzyna Rosik
- ilustracje – Joris Hoefnagel & Georg Bocskay

Mecenasem płyty jest PKN ORLEN.